# Metallurgins historia på Indiska halvön
Metallurgins historia på Indiska halvön tar sin början före år 2800–3000 f.Kr. och fortsatte långt in i den brittiska koloniseringen och i våra dagar. De tidigaste spåren av metallproduktion på den indiska halvön är arkeologiska belägg för framställning av brons runt år 2800 f.Kr. I flertalet senare historiska källor från den vediska tiden nämns metaller och närbesläktade begrepp. Exempelvis förekommer sanskrit-ordet Ayas (आयस) i textsamlingen Rigveda som är nedtecknad någon gång före 1500 f.Kr. Ordet Ayas syftar förmodligen på koppar eller brons.
Indiens kultur- och handelsutbyte med Mellanöstern och den grekisk-romerska världen innebar att kulturerna lärde av varandra och utbytte kunskaper om metallframställning. Det finns vissa indikationer på att de äldsta vapnen av stål som har hittats i Mellanöstern ska ha kommit från Indien.

## Järn

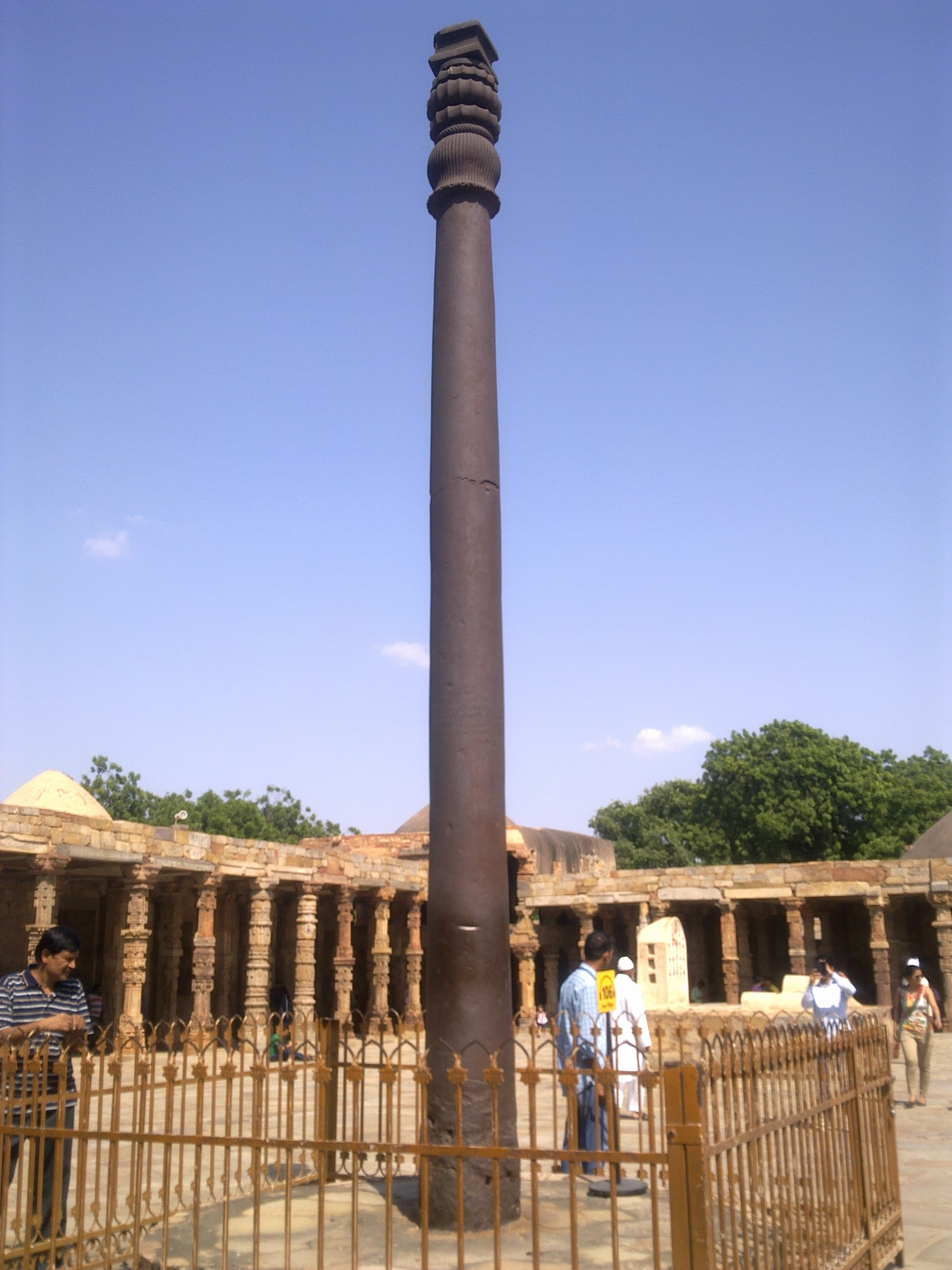
Järnpelaren i Delhi, från 300-talet e.kr.

De arkeologiska spår som man har funnit i Indien pekar på att framställning av järn kan ha börjat förekomma runt 1800 f.Kr., för att 500 år senare framställas i stor skala. De som ansvarade för framställningen av järn var framför allt hantverkare från olika stammar såsom asur, charas, birziya, agarias, m.fl. Hantverkarna levde framför allt på att samla järnskrot och tillverka vapen och verktyg av detta i byar och städer.
Runt om i Indien återfinns flertalet höga och massiva järnpelare som ett bevis på den omfattande järnproduktionen på den Indiska halvön. Den mest kända är förmodligen järnpelaren i Delhi som förmodligen konstruerades på 300-talet e.kr. Den är 7,3 meter hög och beräknas väga ungefär 6 ton. Järnpelaren i Delhi var varken högst eller störst, men jämfört med exempelvis järnpelaren i Dhar (över 13 meter hög) så utmärker sig Delhis pelare genom att den fortfarande är intakt.

## Wootz
Wootz eller wootz-stål är en typ av stål som åtminstone sedan 300-talet f.kr. har tillverkats i Indien. Själva ordet är en angliserad version av ordet "ukku", som på de lokala språken i delstaterna Karnataka och Andhra Pradesh betyder "stål".
Stålet innehöll höga mängder kol (runt 1-2%) och exporterades till Europa, Kina, Mellanöstern och arabvärlden. Den höga mängden kol gav stålet speciella superplastiska egenskaper. Stålet är inte minst känt genom att det förekommer i avancerade vapen och rustningar som producerades i Damaskus.
Från 1600-talet finns det flera europeiska reseberättelser och källor som anger att degelstål tillverkades på spridda ställen i Indien, bland annat Mysore, Malabar och Golkonda. Fram mot slutet av 1600-talet tillverkades tiotusentals tackor av wootz-stål, vilket indikerar en stålproduktion som närmast kan beskrivas som industriell. Det här är alltså cirka 100 år före den europeiska industriella revolutionen.